# چاینا پست
چاینا پست (چینی: 中国邮政集团有限公司) شرکت دولتی پست چین است، که در سال ۱۹۹۷ تأسیس شد.